# Abbie an' Slats
Pour les articles homonymes, voir Abbie.

Abbie an' Slats (traduite en France P'tit Zef poids mouche) est un comic strip américain créé par Al Capp (scénario) et Raeburn Van Buren (dessin). Publié de juillet 1937 à janvier 1971 aux États-Unis, il était distribué par l'United Feature Syndicate.

## Histoire
Sous l'impulsion de son ami Al Capp, rendu célèbre par son comic strip Li'l Abner, Raeburn Van Buren, alors directeur artistique et illustrateur pour diverses revues, accepte à 46 ans de se lancer dans la bande dessinée. Le premier strip est publié le 7 juillet 1937. En 1939 y est adjoint une planche dominicale. En 1946, Elliot Caplin, le frère d'Al Capp, reprend le scénario. La bande est publiée jusqu'en 1971 lorsque son dessinateur, alors âgé de 80 ans, décide de prendre sa retraite.

## Résumé
À travers la peinture de la vie des habitants de la petite ville imaginaire de Crabtree Corners, Capp et Van Buren brossent le portrait d'une petite ville de l'Amérique profonde. « Sans inutiles effets de style, mais avec humour et sincérité, Abbie an' Slats s'impose comme l'une des meilleures séries du genre ».

## Publications

### En France

#### Dans des périodiques
- Dans divers périodiques dès la fin des années 1930, comme Junior.
- Johnny n°7, 1970
- Rétro BD n°3 et 9, 1978

#### En album
- P’tit Zef poids mouche t. 1, Paris : SPE, 1939.
- Raeburn Van Buren[2], Abbie an' Slats, Futuropolis, coll. « Copyright » :

1. 1937. Un nommé Aubrey Eustace. Beck entre en scène, 1983.

### Documentation
- Patrick Gaumer, « Abbie an' Slats », Dictionnaire mondial de la BD, Paris : Larousse, 2010, p. 1-2.